# Maceo Parker
Maceo Parker (Kinston, Carolina do Norte, 14 de fevereiro de 1943) é um cantor e saxofonista norte-americano de soul, funk e jazz.
Nascido em um ambiente totalmente musical, sua mãe e seu pai cantaram em uma igreja e seus irmãos eram músicos, tocavam tambor e trombones.
Maceo e seu irmão Melvin, entraram para a banda de James Brown em 1964, com várias dificuldades, Maceo saiu da banda e retornou em 1973. Em 1975 alguns membros saíram da banda como Maceo Parker e Fred Wesley entrando para  banda funk George Clinton's Parliament.
Maceo mais uma vez com dificuldades em se manter na banda, saiu do Parliament e voltou para a banda de James Brown durando de 1984 a 1988. Em 1990 ele finalmente seguiu carreira solo produzindo mais de sete discos.

## Discografia
- 1970 Doing Their Own Thing
- 1974 Us People
- 1975 Funky Music Machine
- 1989 For All the King's Men
- 1990 Roots Revisited
- 1991 Mo' Roots
- 1992 Life on Planet Groove
- 1993 Southern Exposure
- 1994 Maceo
- 1998 Funk Overload
- 2000 dial: MACEO
- 2003 Made By Maceo
- 2005 School's In!
- 2007 Roots & Grooves